# Amusia
Amusia es el término con el que se denomina a un número de trastornos que inhabilitan para reconocer tonos o ritmos musicales o de reproducirlos, lo que a su vez puede acarrear problemas con la escritura o la dicción.
El término "amusia" se compone de a + musia que significa "carencia de música". 

## Descripción
La amusia puede ser congénita o adquirida debido a una lesión en el cerebro.
Este trastorno específico fue acuñado en comparación con el término «afasia», ya que su asociación con esta patología es en un 50% de los casos evidentes, y durante más de un siglo se estableció una analogía neuropatológica con este término.

## Clasificación
Una manera de clasificar los distintos tipos de amusia es con base en las alteraciones clínicas que provocan. Serían:
- Amusia motora, cuya expresión clínica sería la incapacidad para silbar o cantar
- Amusia perceptiva, cuya expresión clínica sería la incapacidad para discriminar los tonos
- Amnesia musical, cuya expresión clínica sería la incapacidad para reconocer canciones familiares
- Apraxia musical, cuya expresión clínica sería la incapacidad para interpretar música
- Agrafia musical, cuya expresión clínica sería la incapacidad para escribir música
- Alexia musical, cuya expresión clínica sería la incapacidad para leer música

Un ejemplo de amusia adquirida es el caso de Ravel. Maurice Ravel, músico y compositor francés (1875-1937), sufrió en los últimos años de su vida una enfermedad neurológica que le afectó el córtex prefrontal y los ganglios basales, produciéndole una afasia de Wernicke, con gran dificultad para la lectura y la escritura, aunque conservaba mejor la comprensión del lenguaje. Desde el punto de vista musical, esto se tradujo en un pensamiento musical relativamente bien conservado, pero con gran afectación de la escritura y la lectura de partituras musicales. Hay musicólogos que piensan que su obra más famosa, el Bolero, con su “ostinato” repetitivo, su relativa pobreza melódica y su linealidad, sería el reflejo de su enfermedad. 
Sin embargo, existen casos de fallos al clasificar exclusivamente los elementos rítmico y tímbrico. Componentes que pueden quedar individualmente afectados por una lesión cerebral (amusia adquirida) pero únicamente son apropiadamente evaluados en personas musicalmente alfabetizadas (profesionales o no), ya que su dominancia cerebral para esta función, la música, suele ser diferente a los individuos no músicos, al igual que sucede en los sujetos fásicos, es decir hablantes, en los que su hemisferio dominante se hace cargo de esta función.
Solo se debe observar que la función lingüística tiene una dominancia cerebral determinada (principalmente el hemisferio izquierdo) y la lesión de este produce pérdidas lingüísticas importantes. Sin embargo, la música, como código «lingüístico» formal, no es adquirida como el lenguaje por todos los humanos en una u otra modalidad.